# Roos Vanotterdijk
Roos Vanotterdijk (7 januari 2005) is een Belgisch zwemster. Haar favoriete slagen zijn de vlinderslag, vrije slag, rugslag en wisselslag. Zij behaalde één Europese en 22 Belgische titels.

## Loopbaan
Vanotterdijk nam in 2019 deel aan de Europese juniorenkampioenschappen in Kazan. Ze werd met het Belgische estafetteteam vijfde in de finale van de 4 x 100 m vrije slag. Later dat jaar nam ze deel aan het Europees Olympisch Jeugdfestival in Bakoe. Ze behaalde zilver op de 100 m vlinderslag en werd met het estafetteteam uitgeschakeld in de reeksen van de 4 x 100 m wisselslag.
In 2021 nam Vanotterdijk voor het eerst bij de senioren deel aan de Europese kampioenschappen in Boedapest. Ze werd slechts 49e op de 100 m vlinderslag met een tijd die meer dan vier seconden boven haar persoonlijke record lag. Op de 50 m vlinderslag werd ze met een 34e plaats uitgeschakeld in de reeksen. Twee maanden later nam ze deel aan de Europese kampioenschappen junioren in Rome. Ze veroverde een bronzen medaille op de 50 m vlinderslag.
Vanotterdijk behaalde in 2022 zeven Belgische titels, twee in een 50m-bad en vijf in een 25m-bad. Op de Europese kampioenschappen voor junioren in Otopeni dat jaar behaalde ze vijf medailles, waaronder goud op de 100 m vlinderslag. Ze verbeterde daarbij het Belgisch record van Kimberly Buys naar 57,85 s. Ook op de 50 en 100 m rugslag verbeterde ze het Belgisch record. Een maand later nam ze deel aan de Europese kampioenschappen in Rome. Ze behaalde een finaleplaats op de 100 m vlinderslag en werd daarin achtste. In oktober dat jaar verbeterde ze op een meeting in Aken het Belgisch record op de 50 m rugslag in klein bad. Een week nadien in Berlijn ook tweemaal dat van de 100 m wisselslag. Met die prestatie was ze gekwalificeerd voor de wereldkampioenschappen kortebaan in Melbourne. Ze besloot echter niet deel te nemen. Tijdens de Rotterdam Qualification Meet verbeterde ze begin december opnieuw haar Belgisch record op 50 m rugslag in groot bad naar 28,32 s.
Tijdens de Open Vlaamse Zwemkampioenschappen in februari 2023 verbeterde Vanotterdijk negenmaal een Belgisch record. Zowel op de 50 en 100 m vrije slag en de 50 en 100 m rugslag verbeterde ze het Belgisch record tijdens de kwalificaties en in de finale. Op de 100 m vlinderslag verbeterde ze het Belgisch record in de kwalificaties. Ze behaalde ook op vier nummers, de 50 en 100 m rugslag en vlinderslag, de limiet voor deelname aan de wereldkampioenschappen.
In juni 2024 nam Vanotterdijk deel aan de Europese kampioenschappen te Belgrado. Ze behaalde zilver op de 50 meter vlinderslag. Twee dagen later veroverde ze in een Belgisch record van 57,47 s de titel op de 100 m vlinderslag. Ook behaalde ze een bronzen medaille op de 100m rugslag.
Op 28 juli 2025, de tweede dag van het WK zwemmen 2025 in Singapore, veroverde de twintigjarige Vanotterdijk een zilveren medaille op de 100 meter vlinderslag. Met een tijd van 55,84 s verbeterde ze erbij haar Belgisch record. Op 2 augustus haalde ze een bronzen WK-medaille binnen op de 50 meter vlinderslag. Zo werd Vanotterdijk de eerste Belg die ooit twee medailles op een WK zwemmen wist te winnen.

## Internationale toernooien
| Jaar | Olympische Spelen                      | WK langebaan | WK kortebaan  | EK langebaan                                                                                     | EK kortebaan  |
| ---- | -------------------------------------- | --- | ------------- | ------------------------------------------------------------------------------------------------ | ------------- |
| 2021 | geen deelname                          | |               | 34e 50 m vlinderslag 49e 100 m vlinderslag                                                       | geen deelname |
| 2022 |                                        | geen deelname | geen deelname | 13e 100 m vrije slag 14e 50m vlinderslag 8e 100 m vlinderslag 28e 50 m rugslag 14e 100 m rugslag |               |
| 2023 |                                        | 37e 50m vrije slag 28e 100m vrije slag 29e 50m rugslag 22e 100m rugslag                                            |               |                                                                                                  | geen deelname |
| 2024 | 10e 100 m vlinderslag 10e 100m rugslag | 17e 50m vlinderslag 24e 50m rugslag                                                                                |               | 50 m vlinderslag · 100 m vlinderslag · 100 m rugslag                                             |               |
| 2025 |                                        | 100m vlinderslag · 10e 100m rugslag · 11e 50m rugslag · 11e 100m vrije slag · 50m vlinderslag · 23e 50m vrije slag |               |                                                                                                  |               |

## Belgische kampioenschapstitels
Langebaan
| Onderdeel         | Jaar       |
| ----------------- | ---------- |
| 50 m vrije slag   | 2023       |
| 100 m vrije slag  | 2023       |
| 50 m rugslag      | 2023       |
| 100 m rugslag     | 2022, 2023 |
| 50 m vlinderslag  | 2023       |
| 100 m vlinderslag | 2022       |

Kortebaan
| Onderdeel         | Jaar                   |
| ----------------- | ---------------------- |
| 100 m vrije slag  | 2024                   |
| 200 m vrije slag  | 2022                   |
| 50 m rugslag      | 2024                   |
| 100 m rugslag     | 2019, 2021, 2022, 2024 |
| 50 m vlinderslag  | 2021, 2022, 2024       |
| 100 m vlinderslag | 2021, 2022, 2024       |
| 100 m wisselslag  | 2022, 2024             |

## Persoonlijke records
Langebaan
| Onderdeel         | Prestatie       | Datum            | Plaats      |
| ----------------- | --------------- | ---------------- | ----------- |
| 50 m vrije slag   | 25,17 s (ex-NR) | 11 februari 2023 | Antwerpen   |
| 100 m vrije slag  | 53,62 s (NR)    | 9 februari 2025  | Antwerpen   |
| 200 m vrije slag  | 1.59,31         | 21 april 2023    | Antwerpen   |
| 50 m rugslag      | 27,67 s (NR)    | 30 juli 2025     | Singapore   |
| 100 m rugslag     | 58,81 s (NR)    | 12 april 2025    | Stockholm   |
| 50 m vlinderslag  | 25,32 s (NR)    | 1 augustus 2025  | Singapore   |
| 100 m vlinderslag | 55,84 s (NR)    | 28 juli 2025     | Singapore   |
| 200 m wisselslag  | 2.09,73 (NR)    | 14 juni 2025     | Montpellier |

Kortebaan
| Onderdeel         | Prestatie    | Datum            | Plaats     |
| ----------------- | ------------ | ---------------- | ---------- |
| 50 m vrije slag   | 24,40 s      | 13 december 2024 | Kopenhagen |
| 100 m vrije slag  | 52,61 s (NR) | 15 december 2024 | Kopenhagen |
| 50 m rugslag      | 26,51 s (NR) | 12 december 2024 | Kopenhagen |
| 100 m rugslag     | 56,78 s (NR) | 10 november 2024 | Gent       |
| 50 m vlinderslag  | 25,32 s (NR) | 14 december 2024 | Kopenhagen |
| 100 m vlinderslag | 56,86 s      | 12 december2024  | Kopenhagen |
| 100 m wisselslag  | 57,92 s (NR) | 15 december 2024 | Kopenhagen |